# (153814) 2001 WN5
(153814) 2001 WN5 ist ein erdnaher Asteroid des Apollo-Typs, der am 20. November 2001 durch das LONEOS-Projekt entdeckt wurde. Er ist als potentiell für die Erde gefährliches Objekt eingestuft. 2001 WN5 wird sich der Erde am 26. Juni 2028 bis auf etwa 250.000 km (rund 0,65 Monddistanzen) annähern. Je nach angenommenem Typ und Albedo ergibt eine Schätzung des Durchmessers des Asteroiden einen Wert von 700 bis 1500 Metern.

## Weblink
- NEODys-Seite zu 2001 WN5